# 普埃尔托利亚诺
普埃尔托利亚诺（西班牙語：Puertollano），是西班牙卡斯蒂利亚-拉曼恰雷阿尔城省的一个市镇。 总面积227平方公里，总人口48086人（2001年），人口密度212人/平方公里。

## 友好城市
- 法國 普佐日